# توم بالمر (لاعب اتحاد الرغبي)
توم بالمر (بالإنجليزية: Tom Palmer)‏ هو لاعب اتحاد الرغبي بريطاني، ولد في 27 مارس 1979 في لندن في المملكة المتحدة.

## وصلات خارجية
- توم بالمر على موقع دوري الرغبي الممتاز (الإنجليزية)
- توم بالمر عل موقع إسبنسكروم (الإنجليزية)
- توم بالمر على موقع ItsRugby.co.uk (الإنجليزية)